# Kyrylo Budánov
Kyrylo Oleksíyovych Budánov (en ucraniano: Кири́ло Олексі́йович Буда́нов; Kiev, Unión Soviética, 4 de enero de 1986) es un oficial militar ucraniano. Desde agosto de 2020, es el jefe de la Dirección Principal de Inteligencia del Ministerio de Defensa de Ucrania. Anteriormente había trabajado como director adjunto de uno de los Departamentos del Servicio de Inteligencia Exterior de Ucrania.

## Biografía
Budánov nació el 4 de enero de 1986 en Kiev, RSS de Ucrania (Unión Soviética). En 2007, se graduó en el Instituto de las Fuerzas Terrestres de Odesa, después sirvió en las fuerzas especiales de la Dirección Principal de Inteligencia del Ministerio de Defensa de Ucrania. En 2014, participó en la guerra ruso-ucraniana donde resultó herido en varias ocasiones. Entre 2018 y 2020, participó en una serie de operaciones militares especiales, cuya información está clasificada.Según una investigación periodística, Budánov formó parte de la Unidad 2245, que tenía como misión capturar equipos rusos de telecomunicaciones para que criptógrafos de la CIA pudiesen romper los códigos rusos.
El 4 de abril de 2019, se realizó un intento fallido de atentado contra su vida, cuando, su automóvil Chevrolet Evanda explotó en una calle de Kiev, debajo del cual se había colocado una mina. La Fiscalía General de Ucrania anunció más tarde la detención de un grupo de sospechosos, y el Tribunal del raión de Holosíiv de Kiev condenó a dos ciudadanos rusos a 7 y 8 años de prisión.
En 2020, se convirtió en Director Adjunto de uno de los Departamentos del Servicio de Inteligencia Exterior de Ucrania. El 5 de agosto de 2020, el presidente de Ucrania, Volodímir Zelenski, lo nombró jefe de la Dirección Principal de Inteligencia del Ministerio de Defensa. El 11 de marzo de 2022, asumió la presidencia del Cuartel General de Coordinación para el Tratamiento de los Prisioneros de Guerra. En abril de 2022, fue ascendido al rango de mayor general. En septiembre de 2022, participó en la operación de intercambio de prisioneros más grande entre Ucrania y Rusia, cuando 215 militares ucranianos fueron liberados, incluidos más de 100 soldados y oficiales del Regimiento Azov.
En febrero de 2023, en el marco del escándalo de corrupción que salpicó a varios altos cargos del Ministerio de Defensa de Ucrania, el jefe del bloque parlamentario del partido gobernante, Servidor del Pueblo, Davyd Arajamia, declaró que Oleksii Réznikov sería reemplazado por Budánov como ministro de Defensa. Sin embargo, el reemplazo no tuvo lugar.

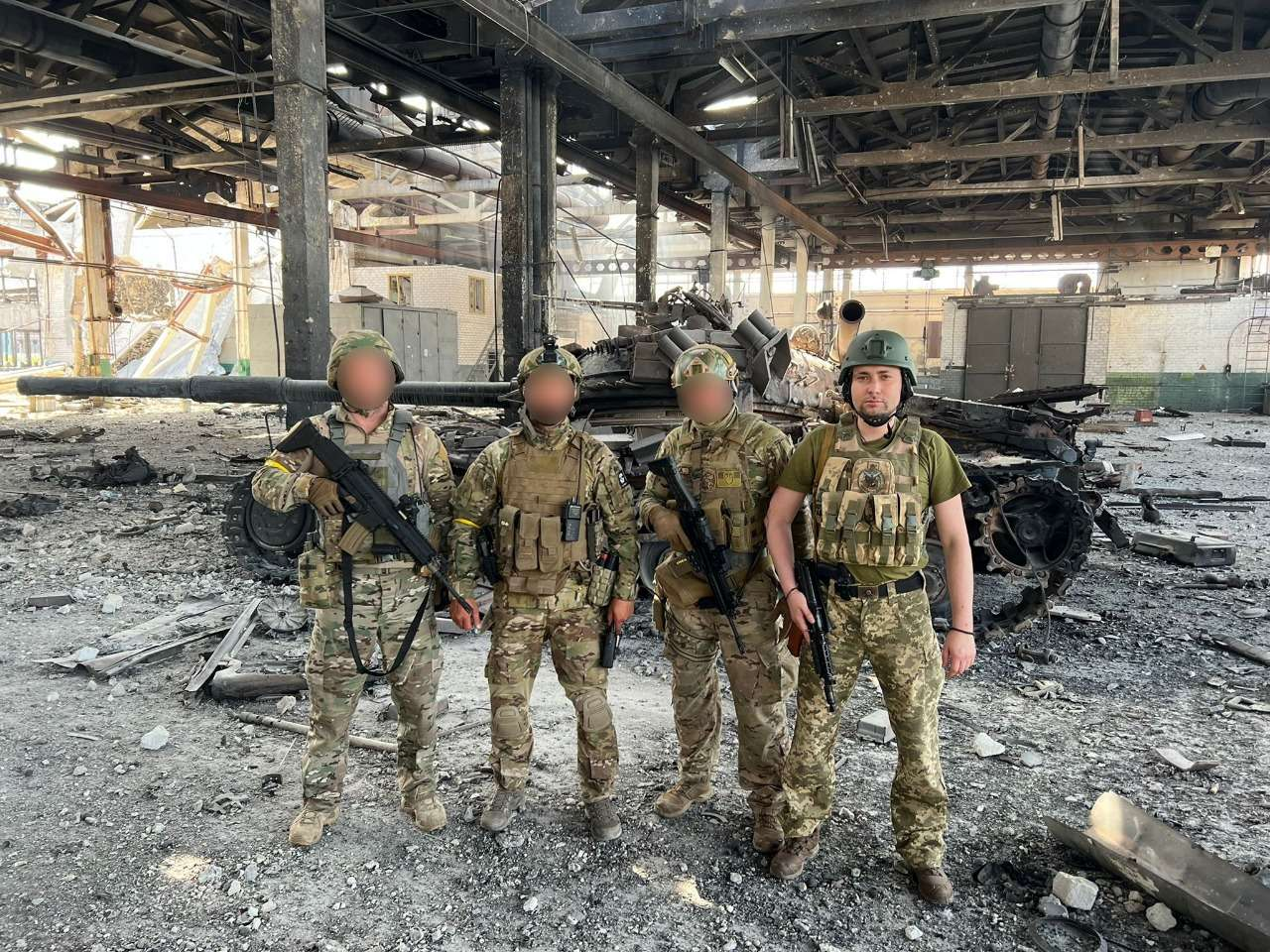
Budánov en el frente de Severodonetsk en 2022

El 24 de abril de 2023, el diario estadounidense The Washington Post publicó un artículo en el que afirmaba que en febrero, unos pocos días antes del primer aniversario de la invasión rusa de Ucrania, los funcionarios de Kiev estaban ocupados haciendo planes para atacar Rusia. Así el mayor general Kyrylo Budánov, dio instrucciones a uno de sus oficiales para: «prepárate para ataques masivos el día 24 de febrero, con todo lo que tenga la inteligencia militar», según uno de los informes clasificados filtrados de la Agencia de Seguridad Nacional de Estados Unidos. Los funcionarios ucranianos incluso reflexionaron sobre la opción de un ataque marítimo usando TNT contra el puerto de la ciudad rusa de Novorosíisk a orillas del mar Negro. Sin embargo, el 22 de febrero, los servicios secretos estadounidense, que llevaban mucho tiempo espiando a los funcionarios ucranianos, hicieron circular un nuevo informe clasificado: «la inteligencia militar ucraniana había acordado, a pedido de Washington, posponer los ataques».
El 6 de mayo de 2023, en una entrevista a Yahoo news, se le preguntó por el hecho de que los servicios de inteligencia estadounidenses creyesen que el atentado que le costó la vida a Daria Dúguina fuera autorizado por el Gobierno ucraniano, ante lo cual Budánov dijo: «No siga con ese tema. Lo único que comentaré es que hemos estado matando rusos y seguiremos matando rusos en cualquier parte del mundo hasta la victoria completa de Ucrania». El 8 de mayo de 2023, durante la rueda de prensa oficial del Departamento de Estado de Estados Unidos, se formuló una pregunta solicitando una valoración de esta afirmación. Un portavoz del Departamento de Estado afirmó que no toleran los ataques contra civiles, independientemente de si ocurrieron en Rusia, Ucrania o cualquier otro lugar.
Según varias fuentes, resultó gravemente herido en un ataque con misiles rusos contra la sede de la inteligencia ucraniana en Kiev el 29 de mayo de 2023. Posteriormente habría sido evacuado en helicóptero a la base militar de Rzeszów en Polonia y luego al hospital de la Bundeswehr en Berlín. El gobierno alemán desmintió esta información y el gobierno ucraniano afirmó que se trataba de «propaganda de Putin».

El Servicio Federal de Seguridad de Rusia (FSB) también cree que Budánov está implicado en el asesinato del corresponsal de guerra Maxim Fomín y en el atentado contra el escritor Zajar Prilepin cuyo coche explotó cerca de la ciudad rusa de Nizhni Nóvgorod, hiriendo al novelista y matando a su asesor que estaba al volante.

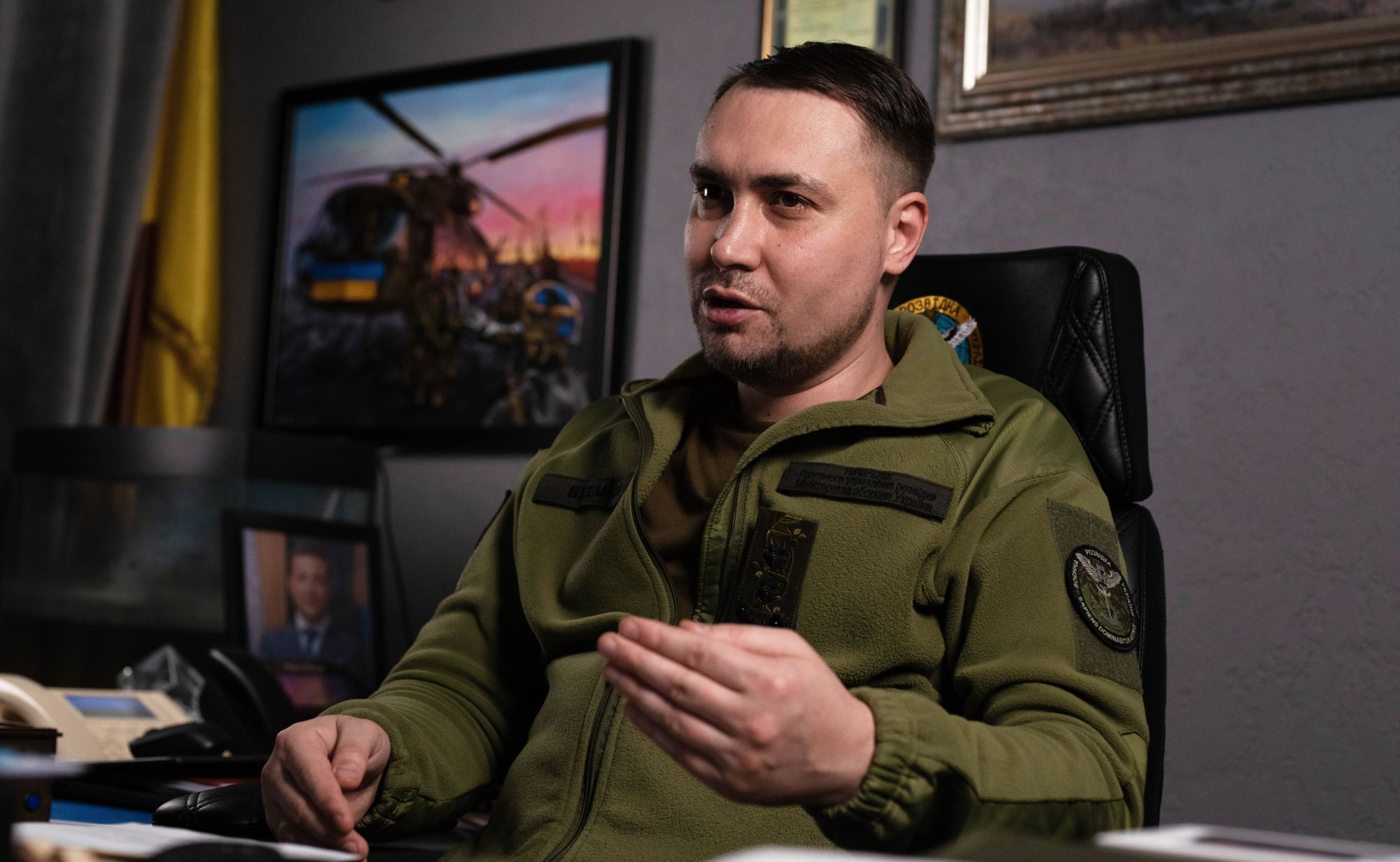
Budánov en su oficina en una foto de 2023

El 7 de septiembre de 2023 el presidente Zelenski le concedió el grado militar de teniente general.
Un portavoz de la inteligencia militar ucraniana afirmó en 2023 que se habían producido más de diez intentos de asesinato de Budánov. En noviembre de 2023, el portavoz de los servicios de inteligencia (GUR) del Ministerio de Defensa de Ucrania, Andrii Yusov, informó a la prensa que la esposa de Budánov, Marianna Budanova, había sido hospitalizada por envenenamiento por metales pesados no especificados, probablemente por alimentos envenenados, y varios empleados de la agencia presentaban síntomas leves de intoxicación.
En febrero de 2024, el Servicio Federal de Vigilancia Financiera de Rusia (Rosfinmonitoring) incluyó a Budánov en su lista de terrorismo y actividades extremistas, a quien acusa de varios ataques en 2022 contra el puente Kerch, que une Crimea con la región rusa de Krasnodar. El 12 de marzo de 2024, las autoridades ucranianas alertaron de que se habían producido más de una decena de intentos de asesinar a Budánov, lo que según afirmaron provocó la muerte de otros trabajadores de la agencia.

## Órdenes de arresto
El 21 de abril de 2023, el tribunal del distrito de Lefórtovo de Moscú emitió una orden de arresto, «en ausencia», contra el mayor general Kyrylo Budánov. Está acusado de crear «una comunidad terrorista», la «adquisición ilegal de armas por un grupo de personas» y «la adquisición ilegal de artefactos explosivos por un grupo de personas». Anteriormente, en octubre de 2022, el Servicio Federal de Seguridad de Rusia informó que fue el organizador de la explosión del puente de Crimea. Al conocer la noticia, respondió que «Es un placer para mí, (eso) muestra que trabajo de la manera correcta y en el futuro, trabajaré más duro y con mayor calidad, para demostrar que la corte de Moscú tenía razón».
El 25 de diciembre de 2023, el tribunal del distrito de Basmanny de Moscú arrestó in absentia a Budánov, acusado de cometer 104 ataques terroristas (cargos recogidos en los puntos “a” y “c” de la parte 2 del artículo 205 del Código Penal). En un comunicado de prensa de octubre del Comité de Investigación de Rusia, señaló que Budánov está acusado de organizar y llevar a cabo, desde abril de 2022 hasta septiembre de 2023, más de 100 ataques aéreos con vehículos aéreos no tripulados en los territorios de la ciudad de Moscú y en el óblast de Moscú. Así como en las ciudades de Rostov, Bélgorod y en los óblast de Briansk, Crimea y en la ciudad autónoma de Sebastopol, estas últimas anexadas por Rusia.

## Rangos militares
- General de brigada (24 de agosto de 2021)[30]
- Mayor general (3 de abril de 2022)[31]
- Teniente general (7 de septiembre de 2023)[22]

## Condecoraciones
- Cruz al Mérito de Combate «Por méritos personales sobresalientes en defensa de la soberanía estatal y de la integridad territorial de Ucrania, servicio desinteresado al pueblo ucraniano, lealtad al juramento militar» (23 de agosto de 2022).[32]
- Caballero completo de la Orden del Coraje.[33]
- Héroe de Ucrania (8 de febrero de 2024).[34]